# 2021 en football
Cet article présente les faits marquants de l'année 2021 en football.

## Chronologie mensuelle

### Janvier
- 1er janvier : Le Kawasaki Frontale remporte la 100e édition de la Coupe du Japon en s'imposant au Nouveau stade olympique national sur le score de 1-0 face au Gamba Osaka.
- 13 janvier : Le Paris Saint-Germain remporte la 44e édition du Trophée des champions face à l'Olympique de Marseille en s'imposant au Stade Bollaert-Delelis à Lens sur le score de 2-1.
- 17 janvier : L'Athletic Bilbao remporte au Stade de la Cartuja de Séville la Supercoupe d'Espagne pour la 3e fois de son histoire en battant en finale le FC Barcelone sur le score de 3-2 au terme d'un match qui se termine en prolongation.
- 20 janvier : La Juventus, champion d'Italie, remporte la 33e édition de la Supercoupe d'Italie en battant le SSC Naples, vainqueur de la coupe d'Italie, sur le score de 2-0. La rencontre a eu lieu, pour la première fois de l'histoire de la compétition, au Mapei Stadium-Città del Tricolore à Reggio d'Émilie.
- 23 janvier : Les Argentins du Defensa y Justicia remportent la 19e édition de la Copa Sudamericana en s'imposant au Stade Mario-Alberto-Kempes de Córdoba sur le score de 3 à 0 face au Club Atlético Lanús.
- 24 janvier : 21e journée de Ligue 1, l'Olympique Lyonnais s'impose sur le score fleuve de 5 à 0 face à l'AS Saint-Étienne et remporte le 122e Derby rhônalpin disputé au stade Geoffroy-Guichard.
- 30 janvier : Palmeiras remporte au Stade Maracanã la 61e édition de la Copa Libertadores en battant en finale le Santos FC 1-0 après prolongation.

### Février
- du 4 février au 11 février : 17e édition de la Coupe du monde des clubs au Qatar.
- 11 février : Le Bayern Munich remporte pour la 2e fois de l'histoire la Coupe du monde des clubs en s'imposant en finale 1-0 face aux mexicains des Tigres UANL[1]. Avec ce titre, le Bayern remporte son 6e trophée en moins d'un an.
- 15 février : Le français Willy Sagnol est nommé comme nouveau sélectionneur de la Georgie[2].
- du 18 février au 25 février : 6e édition de la SheBelieves Cup à Orlando aux États-Unis.
- 20 février : Le club de Kawasaki Frontale champion du Japon en titre remporte la 	28e édition de la Supercoupe du Japon en battant le Gamba Osaka 3 à 2.

### Mars
- 7 mars : Les amateurs du Canet Roussillon FC (National 2) créent la surprise lors des 16e de finale de la Coupe de France en éliminant au Stade Gilbert-Brutus de Perpignan le club professionnel de l'Olympique de Marseille sur le score de 2-1.
- 24 mars : La Fédération Française de Football décide d'arrêter définitivement tous les championnats amateur de football masculin et féminin pour la saison 2020-2021 ainsi que l'arrêt de la Coupe de France féminine 2020-2021 en raison de la pandémie de Covid-19[3].

### Avril
- 10 avril : 30e journée de Liga, Le Real Madrid bat le FC Barcelone 2-1 au Stade Alfredo-Di-Stéfano et s'adjuge le 247e el Clásico.
- 14 avril : 29e édition de la Recopa Sudamericana, après une victoire des Brésiliens de Palmeiras 2-1 au match aller, les Argentins du Defensa y Justicia parviennent à faire leur retard au match retour en accrochant la prolongation grâce à un score de 2-1. Toujours à égalité au terme des 120 minutes Defensa y Justicia parvient à s'imposer 3 tirs au but à 1 et remporter le titre pour la 1er fois.
- 18 avril : 
  - L'Ajax Amsterdam remporte la 103e édition de la Coupe des Pays-Bas après une victoire au stade Feijenoord 2-1 contre le Vitesse Arnhem.
  - 1/4 de finale de Ligue des champions féminine, malgré une défaite au match aller 0-1 les filles du Paris Saint-Germain parviennent à renverser le score au match retour en s'imposant 1-2 à l'extérieur, ce qui élimine l'Olympique Lyonnais féminin triple championne d'Europe en titre.
- 23 avril : la FIFA annonce la liste des quarante-quatre trios arbitrales qui officieront lors des tournois masculin et féminin des Jeux olympiques de Tokyo.
- 25 avril : 34e journée de Ligue 1, le Dijon FCO est officiellement relégué en Ligue 2 après une nouvelle défaite subie sur la pelouse du Stade rennais sur le score fleuve de 5 à 1.

### Mai
- 2 mai : 31e journée d'Eredivisie, l'Ajax Amsterdam est officiellement champion des Pays-Bas avant la fin de saison grâce à une victoire à domicile 4 à 0 face au FC Emmen. Grâce à ce titre l'Ajax réalise le doublé Coupe nationale/Championnat.
- 13 mai : Le Borussia Dortmund s'impose a l'Olympiastadion de Berlin 4 à 1 contre le RB Leipzig et gagne la Coupe d'Allemagne pour la 5e fois.
- 15 mai : Leicester City s'impose 1-0 contre Chelsea FC et gagne la FA Cup pour la première fois de son histoire.
- 19 mai :
  - Le Paris Saint-Germain remporte la Coupe de France 2020-2021 face à l'AS Monaco FC en s'imposant au Stade de France à Saint-Denis sur le score de 2-0.
  - La Juventus décroche la Coupe d'Italie pour la 14e fois après s'être imposé au Stadio di Reggio Emilia Città del Tricolore à Reggio d'Émilie sur le score de 2 à 1 face à l'Atalanta de Bergame.
- 22 mai : 38e journée de Liga, l'Atlético de Madrid est sacré champion d'Espagne pour la 11e fois de l'histoire grâce à une victoire 2-1 sur la pelouse du Real Valladolid.
- 23 mai : 38e journée de Ligue 1, Lille est sacré champion de France 10 ans après son dernier titre grâce à une victoire 2-1 sur la pelouse du Stade Raymond-Kopa contre le Angers SCO.
- 26 mai : Victoire du Villarreal CF face à Manchester United aux tirs au but lors de la Finale de la Ligue Europa au stade Energa de Gdańsk en Pologne.
- 28 mai : Les Égyptiens du Al Ahly Sporting Club remportent à Doha la 29e édition de la Supercoupe de la CAF en s'imposant 2 à 0 face aux Marocains du RS Berkane.
- 29 mai :
  - Finale de la Ligue des champions de l'UEFA au Stade du Dragon de Porto. Chelsea FC s'impose 1-0 face au club de Manchester City et remporte la Ligue des champions pour la 2e fois de son histoire.
  - Le néerlandais Peter Bosz est officiellement nommé comme nouvel entraîneur de l'Olympique Lyonnais[4] à la suite de la fin de contrat de Rudi Garcia quelques jours plus tôt.

### Juin
- 1er juin : À la suite du départ de Zinédine Zidane, l'italien Carlos Ancelotti fait son retour sur le banc du Real Madrid[5], après un premier passage chez les Merengues entre 2013 et 2015.
- 3 juin : L'assemblée générale de la LFP vote en faveur de la réduction du nombre d'équipes en Ligue 1 passant de 20 à 18 clubs à partir de la saison 2023-2024[6].
- du 11 juin au 11 juillet : 16e édition du Championnat d'Europe de football
- du 13 juin au 10 juillet : 47e édition de la Copa América au Brésil.
- 6 juin : L' Allemagne remporte la 23e édition du Championnat d'Europe espoirs en battant en finale le Portugal par 1 but à 0.
- 24 juin : L'UEFA annonce la suppression pour toutes les coupes d'Europe de club de la règle dite du but à l'extérieur à partir de la saison 2021/2022[7].
- 27 juin : Victoire du Club sportif sfaxien face au Club africain 5 tirs au but à 4 lors de finale de la Coupe de Tunisie.

### Juillet
- 10 juillet : 
  - Finale de la Copa América au Stade Maracanã à Rio de Janeiro, qui oppose l'Argentine au Brésil, tenant du titre. L' Albiceleste s'impose 1-0 contre la sélection brésilienne grâce à un but d'Angel Di Maria et s'adjuge la Copa America pour la 15e fois de l'histoire.
  - Les Marocains du Raja Casablanca s'imposent 2-1 face aux Algériens de la Jeunesse sportive de Kabylie et s'adjugent la Coupe de la confédération.
- du 10 juillet au 1er août : 16e édition de la Gold Cup aux États-Unis.
- 11 juillet : Finale du Championnat d'Europe au Stade de Wembley à Londres, qui oppose l'Italie à l'Angleterre. Après un match nul 1-1 au terme des 120 minutes la Squadra Azzurra s'impose 3 tirs au but à 2 et se voit sacrer Champion d'Europe 53 ans après.
- 17 juillet : Le club Égyptien d'Al Ahly remporte la Ligue des champions de la CAF pour la 2e fois d'affilée en s'imposant lors de la finale disputée au Stade Mohammed-V, de Casablanca sur le score de 3 à 0 face aux Sud-africains du Kaizer Chiefs Football Club.
- du 21 juillet au 6 août : Tournoi olympique féminin de football au Japon.
- du 22 juillet au 7 août : Tournoi olympique de football au Japon.

### Août
- 1er août : 
  - Les États-Unis parviennent à remporté la 16e édition de la Gold Cup en s'imposant en finale face au Mexique sur le score de 1-0 après prolongation.
  - 45e édition du Trophée des champions au stade Bloomfield de Tel-Aviv opposant le Paris Saint-Germain tenant du titre de la Coupe de France au LOSC Lille championnat de France en titre. Le match voit la victoire des Lillois 1-0 face aux Parisiens, ce qui met fin à une série de 8 titres consécutifs dans cette compétition pour le club de la capitale.
- 7 août :
  - 99e édition du Community Shield au Wembley Stadium entre Manchester City, champion d'Angleterre en titre, et le Leicester City, tenant du titre de la FA Cup. La rencontre voit la victoire des Foxes 1-0 face aux Citizens de Pep Guardiola.
  - Le PSV Eindhoven décroche le 31e Johan Cruijff Schaal face à son rival de l'Ajax Amsterdam en s'imposant sur le terrain de la Johan Cruyff Arena sur le score fleuve de 4 buts à 0.
- 8 août : Dans l'enceinte du Stade Johan Cruyff le FC Barcelone s'adjuge le 56e Trophée Gamper en s'imposant 3-0 face à la Juventus Turin.
- 11 août : 46e finale de la Supercoupe de l'UEFA au Windsor Park de Belfast opposant Chelsea FC à Villarreal CF. Le match voit la victoire des Blues 6 tirs au but à 5 face à Villarreal.
- 17 août : 21e édition de la Supercoupe d'Allemagne  entre le Borussia Dortmund et  le Bayern Munich au Signal Iduna Park à Dortmund. Le match voit le Bayern conserver son titre acquis l'année passée en battant le Borussia Dortmund 3 buts à 1.
- 26 août : Tirage au sort de la Phase de groupe de la Ligue des champions, à la Radio télévision suisse à Genève[8].

### Septembre
- 5 septembre : Le match entre le Brésil et l'Argentine disputé à Sao Paulo et comptant pour les Éliminatoires à la coupe du monde 2022, se retrouve interrompu après seulement 5 minutes de jeu par l'agence brésilienne de veille sanitaire pour violation par quatre joueurs argentins du protocole anti-Covid[9].
- 8 septembre : Le Japon annonce qu'il renonce à accueillir la Coupe du monde des clubs prévue du 9 au 19 décembre 2021 en raison de la pandémie de Covid-19 ; l'édition sera soit délocalisée soit reportée[10]. L'Afrique du Sud et le Brésil expriment leur intérêt pour l'accueil de cette édition[11].
- 19 septembre : 
  - 6e journée de Ligue 1, dans le match phare de la fin de semaine le Paris Saint-Germain parvient à s'imposer difficilement face à l'Olympique Lyonnais en l'emportant à domicile sur le score de 2 à 1, grâce à un but de Mauro Icardi à la 93e minute de la partie.
  - 9e journée du Tournoi d'ouverture du championnat du Mexique, le CF Monterey s'impose lors du 126e Clásico Regiomontano en battant sur son terrain du Stade BBVA les Trigres UANL par 2 buts à 0. Grâce à ce succès les Rayados mettent fin à une série de 4 victoires consécutives des Tigres dans le Clásico.
- 25 septembre : 6e journée de premier League, dans le choc au sommet du weekend Manchester City champion d'Angleterre en titre s'impose 0-1 sur la pelouse de Stamford Bridge face à Chelsea champion d'Europe en titre.
- 28 septembre : 2e journée de la Phase de poule de la Ligue des champions, le club Moldave du Sheriff Tiraspol crée la surprise en battant (1-2) le Real Madrid sur son terrain du stade Santiago Bernabéu. Grâce à ce résultat le Sheriff Tiraspol prend la tête du classement de la poule D devant ses adversaires du soir.
- 29 septembre : 3e édition de la Compeones Cup au Lower.com Field à Colombus aux États-Unis. Le Crew de Columbus s'impose 2-0 face au club mexicain du Cruz Azul et gagne pour la 1re fois la Campeones Cup.

### Octobre
- 3 octobre : 9e journée de Ligue 1, Le Paris Saint-Germain subit sa première défaite de la saison face au Stade rennais. Les joueurs bretons s'imposent au Roazhon Park sur le score de 2 à 0 grâce à des réalisations de Gaëtan Laborde et Flavien Tait.
- 10 octobre : Finale de la Ligue des nations au Stade San Siro à Milan. L' équipe de France remporte la compétition en renversant l'Espagne 2 à 1, grâce à des réalisations de Karim Benzema à la 66e minute et de Kylian Mbappé à la 80e minute de la partie.
- 11 octobre : 8e journée des Éliminatoires de la coupe du monde zone Europe, l'Allemagne s'impose sur le terrain de la Macédoine du Nord sur le score de 4 à 0, ce qui permet à la Mannschaft de valider son billet pour le mondial 2022 au Qatar[12].
- 20 octobre : Gianni Infantino, président de la FIFA, annonce que les Émirats arabes unis ont finalement été choisi pour organiser la Coupe du monde des clubs du 3 au 12 février 2022[13].
- 24 octobre : 
  - 9e journée de Premier League, Liverpool FC remporte le 208e Derby d'Angleterre disputé à Old Trafford en humiliant l'équipe de Manchester United par 5 à 0.
  - 11e journée de Ligue 1, des parisiens réduit à 10 parviennent à arracher le match nul (0-0) lors du 101e Classique disputé sur la pelouse de l'Olympique de Marseille.
- 27 octobre : Á la suite d'une nouvelle défaite du Barça 1-0 sur la pelouse du Rayo Vallecano lors de la 11e journée de Liga et alors que le club figure seulement à la 9e place en championnat, Ronald Koeman est démis de ses fonctions d'entraîneur du FC Barcelone[14]. Sergi Barjuan le entraîneur de l'équipe B assurera l'intérim jusqu'à la nomination du nouvel entraîneur.

### Novembre
- 1er novembre : Alors que le club de Tottenham pointe seulement à la 9e place en Premier League les dirigeants décident de licencier Nuno Espirito Santo du poste d'entraîneur des Spurs [15].
- 2 novembre : 
  - L'Italien Antonio Conte s'engage pour au moins 16 mois sur le banc de Tottenham[16].
  - 4e journée de la Phase de poule de la Ligue des champions, Lille créé la sensation dans le groupe G en s'imposant au Stade Sanchez Pizjuán sur le score de 2-1 face au FC Séville[17]. Ce résultat relance totalement les Dogues pour la qualification en 8e de finale.
- du 3 au 21 novembre : 13e édition de la Copa Libertadores féminine au Paraguay et la finale se déroule au stade Centenario de Montevideo en Uruguay.
- 5 novembre : Xavi Hernandez est nommé comme nouvel entraîneur du FC Barcelone[18].
- 13 novembre : 9e journée des Éliminatoires de la coupe du monde zone Europe, l'Équipe de France bat le Kazakhstan au Parc des princes sur le score fleuve de 8-0, ce qui permet aux bleus de valider officiellement leur qualification pour le Mondial 2022 au Qatar[19].
- 20 novembre : Finale de la Copa Sudamericana au Stade Centenario de Montevideo.
- 21 novembre : Les brésiliennes de Corinthians remporte la Copa Libertadores féminine en s'imposant en finale 2-0 face aux colombiennes de l'Independiente Santa Fe.
- 27 novembre : Finale de la Copa Libertadores au Stade Centenario de Montevideo.
- 29 novembre : 65e édition du Ballon d'or au Théâtre du Chatelet à Paris.

### Décembre
- 2 décembre : Match en retard de la 32e journée du Brasileiro Série A, l'Atletico Minero est officiellement sacré champion du Brésil après s'être imposé sur la pelouse de Bahia sur le score de 3 à 2[20].
- 4 décembre : 14e journée de Bundesliga, lors de la rencontre phare du week-end en Allemagne, le Bayern Munich parvient à s'imposer 3 à 2 lors du 105e Klassiker, disputé sur la pelouse du club rival du Borussia Dortmund[21].
- 9 décembre : à la suite du vote de l'assemblée générale de la LFP la Ligue 2 passera donc à 18 clubs à compter de la saison 2024-2025[22].
- 11 décembre : 26e édition de Coupe de Major League Soccer, après un match nul 1-1 au terme des 120 minutes de jeu, l'équipe de New-York City remporte pour la première fois le championnat nord-américain en s'imposant au Providence Park de Portland 4 tirs au but à 2 face aux Timbers de Portland[23].
- 14 décembre : 20e et dernier de Ligue 1, l'AS Saint-Étienne officialise la résiliation de contrat de Claude Puel. Pour le remplacer, les dirigeants font appel à Pascal Dupraz comme nouvel entraîneur du club[24].
- 18 décembre : L'Algérie remporte la 10e édition de la Coupe arabe disputée au Qatar en s'imposant en finale face à la Tunisie 2 à 0 après prolongation[25].
- 19 décembre : 32e de finale de Coupe de France, le club de amateur du Bergerac Football Club (N2) créé l'exploit en parvenant à éliminer le club de L1 du FC Metz (0-0, 5 t.a.b à 4)[26].
- 22 décembre : Le joueur du Stade rennais Gaëtan Laborde est élu joueur du mois de novembre de Ligue 1[27].

## Champions continentaux 2020-2021
- Afrique (CAF) –  Al Ahly
- Asie (AFC) –  Al-Hilal
- Amérique du Nord/Amérique centrale/Caraïbes (CONCACAF) –  CF Monterrey
- Amérique du Sud (CONMEBOL) –  Palmeiras
- Europe (UEFA) –  Chelsea FC
- Océanie (OFC): Compétition annulée pour cause de Pandémie de Covid 19

## Classement FIFA de fin d'année
Le classement mondial FIFA, au 23 décembre 2021, s'établit comme suit :
| Classement | Équipe     | Score total | Points fin 2020 | +/- Positions |
| ---------- | ---------- | ----------- | --------------- | ------------- |
| 1          | Belgique   | 1828        | 1780            | 0             |
| 2          | Brésil     | 1826        | 1743            | 1             |
| 3          | France     | 1786        | 1755            | 1             |
| 4          | Angleterre | 1756        | 1670            | 0             |
| 5          | Argentine  | 1750        | 1642            | 2             |
| 6          | Italie     | 1741        | 1625            | 4             |
| 7          | Espagne    | 1705        | 1645            | 1             |
| 8          | Portugal   | 1660        | 1662            | 3             |
| 9          | Danemark   | 1655        | 1614            | 3             |
| 10         | Pays-Bas   | 1654        | 1609            | 4             |
| 11         | États-Unis | 1648        | 1545            | 11            |
| 12         | Allemagne  | 1648        | 1610            | 1             |
| 13         | Suisse     | 1643        | 1593            | 3             |
| 14         | Mexique    | 1638        | 1632            | 5             |
| 15         | Croatie    | 1621        | 1617            | 4             |

## Principaux décès
- Bernard Tapie, dirigeant de club français.
- Gerd Müller, footballeur allemand.
- Jean-Pierre Adams, footballeur français.
- René Malleville, personnalité médiatique française.
- Christophe Revault, footballeur français.
- Jimmy Greaves, footballeur anglais.
- Jacques Zimako, footballeur français.
- Hugo Maradona, footballeur argentin.
- Gérard Farison, footballeur français.
- Christopher Maboulou, footballeur franco-congolais.
- Franck Berrier, footballeur français.
- Willy van der Kuijlen, footballeur néerlandais.
- Giampiero Boniperti, footballeur et dirigeant italien.
- Didier Notheaux, entraîneur français.